# Irance
L'Irance (L'Irèsse en francoprovençal bressan) est une rivière de la Dombes dans le département de l'Ain dans la région Auvergne-Rhône-Alpes, un affluent gauche de la Veyle, donc un sous-affluent du fleuve le Rhône par la Saône.

## Géographie
D'une longueur de 31,2 km, l'Irance naît au-delà de la commune de Saint-André-le-Bouchoux, entre l'étang du Grand Berger et l'étang du Mont-Blanc, à 271 mètres d'altitude, sur la commune de Saint-Germain-sur-Renon, près du lieu-dit la Bouvinière et de la route départementale 26 (RD26).
Elle s'écoule vers le nord en direction de la Veyle qu'elle rejoindra en rive gauche à Mézériat, en venant de l'est après un coude, à 192 mètres d'altitude.

### Communes et cantons traversés
Dans le seul département de l'Ain, l'Irance traverse onze communes et quatre cantons :
- dans le sens amont vers aval : Saint-Germain-sur-Renon (source), Saint-André-le-Bouchoux, Romans, Neuville-les-Dames, Chanoz-Châtenay, Chaveyriat, Vandeins, Montcet, Montracol, Buellas, Mézériat confluence[note 1].

Soit en termes de cantons, l'Irance prend source dans le canton de Villars-les-Dombes, traverse les canton de Viriat, canton de Péronnas et conflue sur le canton de Châtillon-sur-Chalaronne, le tout dans l'arrondissement de Bourg-en-Bresse.

### Bassin versant
L'Irance arrose une seule zone hydrographique L'Irance (U421) de 212 km2 de superficie. Elle traverse onze communes pour 10 134 habitants, 164 km2 de superficie et une densité de 61,7 habitants/km2 à 245 mètres d'altitude moyenne.

### Organisme gestionnaire
L'organisme gestionnaire est le syndicat mixte Veyle vivante

## Affluents
L'Irance a cinq affluents référencés :
- La rivière Morte (rg[note 3]) 1,6 km, sur les deux communes de Chanoz-Châtenay et Neuville-les-Dames.
- Le bief de le Voux (rd) 5,8 km, sur les trois communes de Chanoz-Châtenay, Condeissiat et Chaveyriat.
- le bief des Guillets (rd) 10,1 km, sur les quatre communes de Condeissiat, Saint-André-le-Bouchoux, Vandeins et Montracol avec un affluent[6] :
  - le Bief du Chafaut (rd)  6,3 km, sur les trois communes de Condeissiat, Saint-André-le-Bouchoux, et Montracol.
- L'affluent principal : le Vieux Jonc (rd) 27,6 km[7] sur onze communes avec cinq affluents.
- le Bief de Vernay (rd) 2,4 km, sur les trois communes de Montcet, Polliat et Buellas.

### Rang de Strahler
Le rang de Strahler est donc de trois.

## Aménagements et écologie

### Tourisme

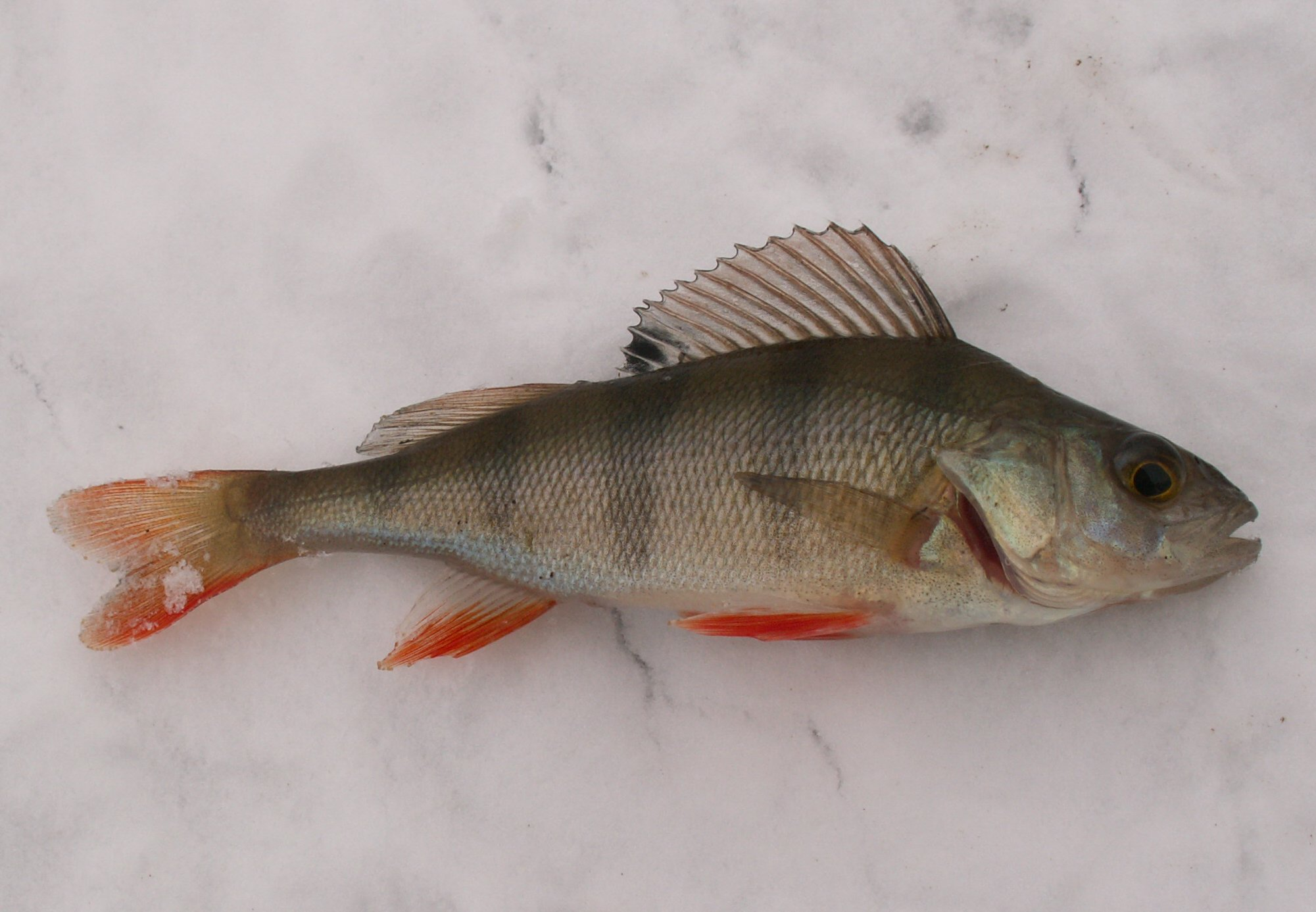
perche commune

- les monuments historiques et église Saint-Germain de Saint-Germain-sur-Renon, église Saint-André de Saint-André-le-Bouchoux, église Saint-Jean-Baptiste de Chaveyriat, église Saint-Didier de Montracol, église Saint-Martin de Buellas et
- les château de Chevigney, château de Chanoz-Châtenay

### Écologie

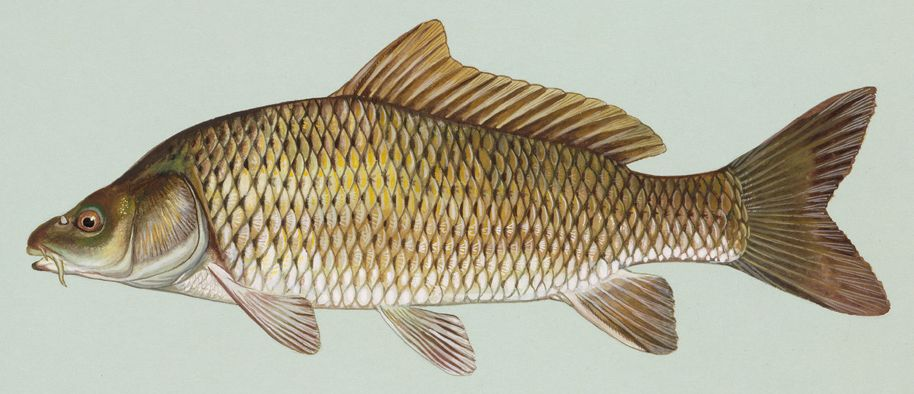
carpe commune de la famille des cyprinidés

La pêche est pratiquée pour les cyprinidés ou même pour la perche.
La Dombes est une zone Natura 2000 pour 47 656 hectares depuis le 12 avril 2006, comme site de la directive "oiseaux",